# Koeleria tzvelevii
Koeleria tzvelevii là một loài thực vật có hoa trong họ Hòa thảo. Loài này được N.V.Vlassova mô tả khoa học đầu tiên năm 1987.